# 명왕성족
천문학에서 명왕성족(冥王星族, Plutino)은 해왕성과의 공전 주기가 2:3으로 공명하는 해왕성 바깥 천체를 부르는 이름이다.
궤도의 특성에 따라 이름붙여진 것이며, 물리적으로 공통된 성질은 없으며, 카이퍼 대의 가장 안쪽에 자리한다.
현재까지 알려진 카이퍼 대 천체의 약 1/4 가량이 이에 해당한다. 명왕성족에 속하는 천체에는 명왕성, 90482 오르쿠스, 28978 익시온 등이 있다.

## 같이 보기
- 공명 해왕성 바깥 천체